# 渊净土
渊净土，高句丽渊氏家族末期的一个重要人物，高句丽莫离支(首相)渊太祚之次子，高句丽末期著名的独裁者渊盖苏文之弟，高句丽宝藏王高藏女婿，高句麗报德国王安胜（或安舜）之父。
在发生于666年－668年的第三次唐与高句丽的战争末期，唐军最终攻入平壤，泉男建被俘虏投降。而在南线由于金庾信的攻势，驻守南部的渊净土最终选择向新罗投降。
670年，高句丽故地发生贵族钳牟岑（《三国史记》作剑牟岑）纠集的叛乱，“咸亨元年庚午歲，夏四月，劒牟岑欲興復國家，叛唐，立王外孫安舜（『羅紀』作勝）爲主。”失败后，安舜杀剑牟岑并南逃新罗。
新罗文武王八月册封安胜为高句丽王，册文称赞其“流离辛苦，迹同晋文；更兴亡国，事等卫侯”，希望“永为邻国，事同昆弟”；安胜等也表示“愿作藩屏，永世尽忠”。674年新罗改封安胜为报德王，678年建立北原小京（今韩国江原道原州），683年，新罗神文王“征报德王安胜为苏判，赐姓金氏，留京都，赐甲第良田”，报德国就此灭亡。渊净土一支留在新罗，后代融入新罗金氏，大多生活在朝鲜半岛的东南部。

## 親屬
- 祖父：淵子遊
- 祖母：不詳
  - 父親：渊太祚
  - 母親：不詳
    - 兄：淵蓋蘇文
    - 妹：淵秀英（朝鲜语：연수영）